# Pseudoacontias
Pseudoacontias Bocage, 1889 è un genere di sauri della famiglia Scincidae, endemici del Madagascar.

## Descrizione
Sono sauri di medie dimensioni, privi di arti o con arti vestigiali, con stile di vita fossorio.

## Tassonomia
Il genere comprende le seguenti specie:
- Pseudoacontias angelorum Nussbaum & Raxworthy, 1995
- Pseudoacontias madagascariensis Bocage, 1889
- Pseudoacontias menamainty Andreone & Greer, 2002
- Pseudoacontias unicolor Sakata & Hikida, 2003